# Carl Johan Schönherr
Carl Johan Schönherr (1772 – 1848) è stato un entomologo svedese, membro della Accademia reale svedese delle scienze, noto per i suoi studi sulla tassonomia dei Curculionidi.

## Opere
- Genera et species curculionidum, cum synonymia hujus familiæ 1833-45 [1]